# David Thorstad
David Thorstad (n. 6 de junho de 1941) é um ativista político e escritor estadunidense. Desde os anos 1970 tem sido um ativista destacado do movimento pelos direitos dos homossexuais, e em 1978 foi membro fundador da North American Man/Boy Love Association (NAMBLA), a organização mais importante do ativismo pedófilo.

## Biografia
De 1967 a 1973, Thorstad foi membro do Partido Socialista dos Trabalhadores (SWP), que anteriormente havia sido a organização trotskista mais importante dos Estados Unidos. Após ter deixado o SWP por causa da sua atitude em relação à homossexualidade, em 1976 publicou uma compilação de documentos internos do partido relativos ao debate deste sobre o movimento gay de libertação, com o título Gay Liberation and Socialism: Documents from the Discussions on Gay Liberation Inside the Socialist Workers Party (1970-1973). No início dos anos setenta Thorstad foi presidente da Gay Activists Alliance, grupo líder do movimento de libertação gay de Nova Iorque.
Em junho de 1974, Thorstad e John Lauritsen publicam o livro The Early Homosexual Rights Movement (1864-1935), um importante trabalho que relaciona o moderno movimento gay de libertação com os antigos movimentos pelos direitos dos homossexuais, especialmente na Alemanha, e mostra a relação entre esses movimentos e o movimento socialista. Posteriormente, a obra foi traduzida para o espanhol e o alemão.
Em 1978, Thorstad foi membro fundador da  North American Man/Boy Love Association (NAMBLA), que se tornaria a organização mais numerosa e importante do ativismo pedófilo. Desde uma data indeterminada[carece de fontes?] e até setembro de 1996, ele exerceu como membro do Comitê Diretivo da organização. Em 1995 foi nomeado porta-voz oficial da organização.
Em 1985 escreveu a introdução do livro A Witchhunt Foiled: The FBI vs. NAMBLA, que documenta os fatos acontecidos a causa da falsa acusação contra um membro da NAMBLA da desaparição do menino Etan Patz, sucesso que provocou uma publicidade muito negativa para a organização.
A adesão de David Thorstad à NAMBLA o levou a romper com a maior parte da corrente principal do movimento pelos direitos dos homossexuais, que desde o início dos anos 1980 se tornou cada vez mais hostil às opiniões e atividades da organização. Em 1998, Thorstad declarou publicamente: "Pederastia é a forma principal que a homossexualidade masculina tem adoptado ao longo da civilização occidental, e não apenas no Occidente! Pederastia é inseparável dos pontos culminantes da cultura occidental: a Grécia Antiga e o Renascimento". Thorsard define os membros do atual movimento pelos direitos dos homossexuais como "zumbis politicamente corretos" e o "radicalismo de grupos como Queer Nation" como "grotesco e ofensivo".
Seus pontos de vista aparecem resumidos em seus artigos "Man/Boy Love and the American Gay Movement", em Male Intergenerational Intimacy: Historical, Socio-Psychological and Legal Perspectives (Theo Sandfort, Edward Brongersma e Alex van Naerssen), e "Homosexuality and the American Left: The Impact of Stonewall", em Gay Men and the Sexual History of the Political Left (Gert Hekma, Harry Oosterhuis e James Steakley).